# Liste der Staatsoberhäupter 1364
Übersicht
◄◄ | ◄ | 1360 | 1361 | 1362 | 1363 | Liste der Staatsoberhäupter 1364 | 1365 | 1366 | 1367 | 1368 | ► | ►►

Weitere Ereignisse

## Afrika
- Ägypten (Bahri-Dynastie)
  - Sultan: al-Aschraf Schaban II. (1363–1377)

- Algerien (Abdalwadiden)
  - Sultan: Abu Hammu II. Musa (1359–1360, 1360–1370, 1372–1383, 1384–1387, 1387–1389)

- Äthiopien
  - Kaiser (Negus Negest): Newaya Krestos (1344–1372)

- Ifriqiya (Ost-Algerien, Tunesien) (Hafsiden)
  - Kalif: Ishaq II. (1350–1368)

- Jolof (im heutigen Senegal)
  - Buur-ba Jolof: N'Dyadya N'Dyaye (1350–1370)

- Kanem-Bornu (Sefuwa-Dynastie)
  - König: Dawud I. Nikale (1359–1369)

- Kano
  - Emir: Yaji I. (1349–1385)

- Königreich Mali
  - König: Mari Diata II. (1360–1374)

- Marokko (Meriniden)
  - Sultan: Abu Zayyan Muhammad III. (1362–1366)

## Amerika
- Aztekenreich
  - Tlatoani: Ténoch (1325–1371)

- Inkareich
  - Inka: Inca Roca (ca. 1350–1380)

## Asien
- Reich der Weißen Hammel (Ak Koyunlu)
  - Herrscher: Kutlu Bey (1362–1389)

- Champa
  - König: Chê Bong Ngo (1360–1390)

- China und Mongolei (Yuan-Dynastie)
  - Kaiser: Toghan Timur (1333–1368)

- Chorasan
  - Sultan (Kartiden): Muizz ad-Din (1349–1370)

- Delhi
  - Sultan: Firuz Schah Tughluq (1351–1388)

- Reich der Goldenen Horde
  - Khan: Erbfolgekrieg
  - Teilherrscher in Westsibirien: Urus (ungefähr 1361–1376)

- Irak
  - Herrscher (Dschalairiden): Uwais (1356–1374)

- Japan
  - Kaiser (Südhof): Go-Murakami (1339–1368)
  - Kaiser (Nordhof): Go-Kōgon (1352–1371)
  - Shōgun Ashikaga: Ashikaga Yoshiakira (1358–1367)

- Kambuja (Khmer)
  - König: unbekannt (1353–1371)

- Kleinarmenien
  - König: Konstantin VI. (1362–1373)

- Korea (Goryeo-Dynastie)
  - König: Gongmin Wang (1351–1374)

- Osmanisches Reich
  - Sultan: Murat I. (1359–1389)

- Persien
  - Herrscher (Muzaffariden): Qutb Al-Din Shah Mahmud (in Isfahan) (1358–1366)
  - Erbfolgekrieg unter den Ilchanen

- Siam
  - Ayutthaya
    - König: Ramathibodi I. (1350–1369)

  - Lan Na
    - König: Kue Na (1355–1385)

  - Lan Xang
    - König: Fa Ngum (1353–1372)

  - Sukhothai
    - König: Li Thai (1347–1370)

- Trapezunt
  - Kaiser: Alexios III. (1349–1390)

- Tschagatai-Khanat
  - Khan: Ilias Hoja (1363–ca. 1369)

## Europa
- Achaia
  - Fürst: Robert von Tarent (1332–1364)
  - Fürst: Philipp II. von Tarent (1364–1373)

- Andorra
  - Co-Fürsten:
    - Graf von Foix: Gaston III. (1343–1391)
    - Bischof von Urgell: Guillem Arnau de Patau (1362–1364)

- Archipelagos
  - Herzogin: Fiorenza (1361–1371)

- Athen
  - Herzog: Friedrich III. von Sizilien der Einfältige (1355–1377)

- Byzantinisches Reich
  - Kaiser: Johannes V. (1341–1391)

- Dänemark
  - König: Waldemar IV. (1340–1376)

- Deutschordensstaat
  - Hochmeister: Winrich von Kniprode (1351–1382)

- England
  - König: Eduard III. (1327–1377)

- Frankreich
  - König: Johann II. (le Bon) (1350–1364)
  - König: Karl V. (1364–1380)
  - Alençon
    - Graf: Peter II. (1361–1391)

  - Armagnac
    - Graf: Johann I. der Gute (1319–1373)

  - Auvergne
    - Graf: Johann I. (1361–1386)

  - Bar
    - Herzog: Robert I. (1352–1411) (bis 1354 Graf)

  - Blois
    - Graf: Ludwig II. von Châtillon (1346–1372)

  - Bretagne
    - Herzog: Karl von Blois (1345–1364)
    - Herzog: Johann V. der Eroberer (1364–1399)

  - Burgund (Herzogtum)
    - Herzog: Philipp II. der Kühne (1363–1404)

  - Burgund (Freigrafschaft)
    - Pfalzgräfin: Margarethe (1361–1382)

  - Dreux
    - Graf: Simon de Thouars (1355–1365)

  - Eu
    - Graf: Jean (1351–1387)

  - Évreux
    - Graf: Karl der Böse (1343–1378)

  - Foix
    - Graf: Gaston III. (1343–1391)

  - Marche
    - Graf: Johann I. (1362–1393)

  - Nevers
    - Graf: Ludwig III. (1346–1384)

  - Orléans
    - Herzog: Philipp I. (1344–1375)

  - Perche
    - Graf: Robert (1346–1377)

  - Périgord
    - Graf: Roger Bernard (1336–1369)

  - Pont-à-Mousson
    - Markgraf: Robert I. (1353–1411)

  - Provence
    - Gräfin: Johanna (1343–1382)

  - Rethel
    - Graf: Ludwig III. (1346–1384)

  - Vendôme
    - Graf: Jean VI. (1354–1364)
    - Graf: Burchard VII. (1364–1371)

- Heiliges Römisches Reich
  - König: Karl IV. (1346–1378) (ab 1355 Kaiser)
  - Kurfürstentümer
    - Erzstift Köln
      - Erzbischof: Adolf II. von der Mark (1363–1364) (1357–1363 Bischof von Münster, 1368–1394 Graf von Kleve, 1391–1393 Graf von der Mark)
      - Erzbischof: Engelbert III. von der Mark (1364–1366/68) (1345–1364 Bischof von Lüttich)

    - Erzstift Mainz
      - Erzbischof: Gerlach von Nassau (1346–1371)

    - Erzstift Trier
      - Erzbischof: Kuno II. von Falkenstein (1362–1388)

    - Böhmen
      - König: Karl IV. (1346–1378)

    - Brandenburg
      - Markgraf: Ludwig II. (1351–1365)
      - Markgraf: Otto V. (1351/1365–1373), Mitregent (1351–1365)

    - Kurpfalz
      - Pfalzgraf: Ruprecht I. (1353–1390)

    - Sachsen
      - Kurfürst: Rudolf II. (1356–1370)

  - geistliche Fürstentümer
    - Hochstift Augsburg
      - Bischof: Marquard I. von Randeck (1348–1365) (1343–1344 Elekt von Bamberg)

    - Hochstift Bamberg
      - Bischof: Friedrich II. von Truhendingen (1363–1366)

    - Hochstift Basel
      - Bischof: Johann II. Senn von Münsingen (1335–1365) (1337–1338 Administrator von Straßburg)

    - Erzstift Besançon
      - Erzbischof: Aimo de Villersexel (1362–1370)

    - Hochstift Brandenburg
      - Bischof: Dietrich I. von Kothe (1347/49–1365)

    - Erzstift Bremen
      - Erzbischof: Albert II. von Braunschweig-Lüneburg (1359–1395)

    - Hochstift Brixen
      - Bischof: Lamprecht von Brunn (1363–1364) (1364–1371 Bischof von Speyer, 1371–1374 Bischof von Straßburg)
      - Bischof: Johann Ribi von Lenzburg (1364–1374)

    - Hochstift Cambrai
      - Bischof: Pierre IV. d’André (1349–1368)

    - Hochstift Cammin
      - Bischof: Johann I. von Sachsen-Lauenburg (1343–1370)

    - Hochstift Chur
      - Bischof: Peter Jelito (1356–1368) (1371–1381 Erzbischof von Magdeburg)

    - Hochstift Eichstätt
      - Bischof: Berthold von Zollern (1351/53–1365)

    - Hochstift Freising
      - Bischof: Paul von Jägerndorf (1359–1377)

    - Abtei Fulda
      - Abt: Heinrich von Kranlucken (1353–1372)

    - Hochstift Genf
      - Bischof: Alamand de Saint-Jeoire (1342–1366)

    - Hochstift Halberstadt
      - Bischof: Ludwig von Meißen (1357/58–1366) (1366–1374 Bischof von Bamberg, 1374–1381 Erzbischof von Mainz, 1381–1382 Erzbischof von Magdeburg)

    - Hochstift Havelberg
      - Bischof: Burchard II. von Lindow (1348/49–1370)

    - Hochstift Hildesheim
      - Bischof: Johann Schadland (1363–1365) (Bischof von Worms 1365–1370, Bischof von Augsburg 1371–1372)

    - Hochstift Konstanz
      - Bischof: Heinrich III. von Brandis (1357–1383)

    - Hochstift Lausanne
      - Bischof: Aymon I. de Cossonay (1355–1375)

    - Hochstift Lübeck
      - Bischof: Bertram Cremon (1350–1377)

    - Hochstift Lüttich
      - Bischof: Engelbert von der Mark (1345–1364) (1364–1366/68 Erzbischof von Köln)
      - Bischof: Johann V. von Arkel (1364–1378) (1341–1364 Bischof von Utrecht)

    - Erzstift Magdeburg
      - Erzbischof: Dietrich von Portitz (1361–1367) (1353–1361 Bischof von Minden)

    - Hochstift Meißen
      - Bischof: Johann I. von Isenburg (1341/42–1370)

    - Hochstift Merseburg
      - Bischof: Friedrich II. von Hoym (1357–1382)

    - Hochstift Metz
      - Bischof: Jean III. de Vienne (1361–1365) (1355–1361 Erzbischof von Besançon, 1365–1382 Bischof von Basel)

    - Hochstift Minden
      - Bischof: Gerhard II. von Holstein-Schaumburg (1362–1366)

    - Hochstift Münster
      - Bischof: Johann I. von Virneburg (1363–1364) (1364–1371 Bischof von Utrecht)
      - Bischof: Florenz von Wevelinghoven (1364–1378) (1378–1393 Bischof von Utrecht)

    - Hochstift Naumburg
      - Bischof: Gerhard I. von Schwarzburg (1359–1372) (1372–1400 Bischof von Würzburg)

    - Hochstift Osnabrück
      - Bischof: Johann II. Hut (1349–1366)

    - Hochstift Paderborn
      - Bischof: Heinrich III. von Spiegel zum Desenberg (1361–1380)

    - Hochstift Passau
      - Bischof: Albert III. von Winkel (1362–1380)

    - Hochstift Ratzeburg
      - Bischof: Wipert von Blücher (1356–1367)

    - Hochstift Regensburg
      - Bischof: Friedrich von Nürnberg (1340–1365)

    - Erzstift Salzburg
      - Erzbischof: Ortolf von Weißeneck (1343–1365)

    - Hochstift Schwerin
      - Bischof: Albrecht von Sternberg (1356–1364) (1368–1371 Erzbischof von Magdeburg)

    - Hochstift Sitten
      - Bischof: Witschard Tavelli (1342–1375)

    - Hochstift Speyer
      - Bischof: Lamprecht von Brunn (1364–1371) (1363–1364 Bischof von Brixen; 1371–1374 Bischof von Straßburg)

    - Hochstift Straßburg
      - Bischof: Johann II. von Lichtenberg (1353–1365)

    - Hochstift Toul
      - Bischof: Johann von Hoya (1363–1372)

    - Hochstift Trient
      - Bischof: Albert von Ortenburg (1360–1390)

    - Hochstift Utrecht
      - Bischof: Johann IV. von Arkel (1342–1364) (1364–1378 Bischof von Lüttich)
      - Bischof: Johann V: von Virneburg (1364–1371) (1362–1363 Elekt von Köln, 1363–1364 Bischof von Münster)

    - Hochstift Verden
      - Bischof: Gerhard II. von Berg (1363–1365)

    - Hochstift Verdun
      - Bischof: Johann IV. von Bourbon-Montperoux (1362–1371)

    - Hochstift Worms
      - Bischof: Dietrich V. Bayer von Boppard (1359–1365) (1365–1384 Bischof von Metz)

    - Hochstift Würzburg
      - Bischof: Albrecht II. von Hohenlohe (1350–1371)

  - weltliche Fürstentümer
    - Anhalt
      -  Fürstentum Anhalt-Bernburg
        - Fürst: Heinrich IV. (1354–1374)

      -  Anhalt-Zerbst
        - Fürst: Johann II. (1362–1382)

    - Baden
      - Markgraf: Rudolf VI. (1353–1372)

    - Bayern
      - Bayern-Landshut und Oberbayern
        - Herzog: Stephan II. (1363–1375)

      - Bayern-Straubing-Holland
        - Herzog: Wilhelm I. (1353–1358/1389)
        - Herzog: Albrecht I. (1353–1404)

    - Berg (1348–1395 Personalunion mit Ravensberg)
      - Graf: Wilhelm II. (1360–1408) (ab 1380 Herzog)

    - Brabant und Limburg
      - Herzogin: Johanna (1356–1406)
      - Herzog: Wenzel (1356–1389) (de iure uxoris)

    - Herzogtum Braunschweig-Lüneburg
      - Braunschweig-Göttingen
        - Herzog: Ernst I. (1344–1367)

      - Braunschweig-Grubenhagen
        - Herzog: Albrecht I. (1361–1383)

      - Braunschweig-Lüneburg
        - Herzog: Wilhelm II. (1330–1369)

      - Braunschweig-Wolfenbüttel
        - Herzog: Magnus I., der Fromme (1344–1369)

    - Flandern
      - Graf: Ludwig von Maele (1346–1384)

    - Geldern
      - Herzog: Eduard (1361–1371)

    - Hanau
      - Herr: Ulrich III. (1346–1369/70)

    - Hennegau (Personalunion mit Holland)
      - Graf: Wilhelm III. (1346–1389)

    - Hessen
      - Landgraf: Heinrich II. (1328–1376)

    - Hohenzollern
      - schwarzgräfliche Linie
        - Graf: Friedrich IX. (1333–1377/79)

      - Straßburger Linie
        - Graf: Friedrich der Straßburger (1344–1365)

    - Holland (Personalunion mit Hennegau)
      - Graf: Wilhelm V. (1346/1354–1358/1389)
      - Graf: Albrecht I. (1358/1389–1404)

    - Jülich
      - Herzog: Wilhelm II. (1361–1393)

    - Kleve
      - Graf: Johann (1347–1368)

    - Lothringen (Herrscherliste)
      - Oberlothringen, Herzog: Johann I. (1346–1390)

    - Luxemburg (Herrscherliste), Limburg und Brabant
      - Herzog: Wenzel I. (1353–1383) (bis 1354 Graf)

    - Nassau
      - walramische Linie
        - Nassau-Idstein
          - Graf: Adolf I. (1355–1370) (1344–1355 Graf von Nassau)

        - Nassau-Sonnenberg
          - Graf: Ruprecht (1356–1390)

        - Nassau-Weilburg
          - Graf: Johann I. (1355–1371) (1344–1355 Graf von Nassau)

      - ottonische Linie
        - Nassau-Beilstein
          - Graf: Heinrich I. (1343–1378/80)

        - Nassau-Dillenburg
          - Graf: Johann I. (1350/51–1416)

        - Nassau-Hadamar
          - Graf: Johann (1334–1365)

    - Nürnberg
      - Burggraf: Friedrich V. (1357–1397)

    - Ortenburg
      - Graf: Heinrich IV. (1346–1395)

    - Österreich
      - Erzherzog: Rudolf IV. (1358–1365)

    - Ravensberg (1348–1395 Personalunion mit Berg)
      - Graf: Wilhelm I. (1360–1395)

    - Steiermark, Kärnten, Krain und Friaul
      - Herzog: Leopold III. (1358–1386)

    - Württemberg
      - Graf: Eberhard II., der Greiner (1344–1392)

- Italienische Staaten
  - Este
    - Markgraf: Francesco II. (1343–1384)

  - Ferrara, Modena und Reggio
    - Herr: Niccolò II. d’Este (1361–1388)

  - Genua
    - Doge: Gabriele Adorno (1363–1370)

  - Kirchenstaat
    - Papst: Urban V. (1362–1370)

  - Mailand
    - Herr: Bernabò Visconti (1354–1385)
    - Herr: Galeazzo II. Visconti (1354–1378)

  - Mantua
    - Graf: Guido Gonzaga (1360–1369) (bis 1362 Reichsvikar)

  - Montferrat
    - Markgraf: Johann II. (1338–1372)

  - Neapel
    - Königin: Johanna I. (1343–1382)

  - Rimini
    - Herr: Malatesta Malatesta (1353–1364)
    - Herr: Galeotto Malatesta (1364–1385)

  - Saluzzo
    - Markgraf: Friedrich II. (1357–1391)

  - San Marino
    - Capitano Reggente: Giovanni di Bianco (1363–1364)
    - Capitano Reggente: Nino di Simonino (1363–1364)
    - Capitano Reggente: Guidino di Giovanni (1364)
    - Capitano Reggente: Cecco di Chillo (1364)
    - Capitano Reggente: Foschino Calcigni (1364–1365)
    - Capitano Reggente: Corbello Giannini (1364–1365)

  - Savoyen
    - Graf: Amadeus VI. (1343–1383)

  - Sizilien
    - König: Friedrich III. der Einfältige (1355–1377)

  - Tarent
    - Fürst: Philipp II. von Tarent (1362–1374)

  - Venedig
    - Doge: Lorenzo Celsi (1361–1365)

  - Verona
    - Podesta: Cansignorio della Scala (1359–1375)
    - Podesta: Paolo Alboino della Scala (1359–1365)

- Johanniter-Ordensstaat auf Rhodos
  - Großmeister: Roger de Pins (1355–1365)

- Lesbos
  - Archon: Francesco I. Gattilusio (1355–1384)

- Litauen
  - Großfürst: Algirdas (1345–1377)

- Moldau
  - Fürst: Bogdan I. (1359–1365)

- Monaco (genuesische Herrschaft 1357–1419)
  - Seigneur (im Exil): Rainier II. (1357–1407)

- Norwegen
  - König: Haakon VI. Magnusson (1355–1380)

- Polen
  - König: Kasimir III. (1333–1370)

- Portugal
  - König: Peter I. (1357–1367)

- Russland
  - Großfürst: Dmitri Donskoi (1359–1389)

- Schottland
  - König: David II. (1329–1371)

- Schweden
  - König: Albrecht von Mecklenburg (1363–1389)

- Serbien
  - Fürst: Stefan Uroš V. (1355–1371)

- Spanien
  - Aragon
    - König: Peter IV. (1336–1387)

  - Cerdanya
    - Graf: Jakob IV. (1349–1375)

  - Granada (Nasriden)
    - Emir: Muhammad V. (1354–1359) (1362–1391)

  - Kastilien
    - König: Peter I. der Grausame (1350–1369)

  - Navarra
    - König: Karl II., der Böse (1349–1387)

  - Urgell
    - Graf: Peter II. (1347–1408)

- Ungarn
  - König: Ludwig I. (1342–1382)

- Walachei
  - Fürst: Alexandru I., der Alte (1352–1364)
  - Fürst: Nicolae (1364)
  - Fürst: Vladislav I. (1364–1377)

- Zeta (ab 1362 gemeinsame Herrschaft)
  - Fürst: Đurađ I. (1362–1378)
  - Fürst: Balša II. (1362–1385)
  - Fürst: Stracimir (1362–1373)

- Zypern
  - König: Peter I. (1359–1369)